# David Robertson (calciatore 1968)
David Robertson (Aberdeen, 17 ottobre 1968) è un allenatore di calcio ed ex calciatore scozzese, di ruolo difensore.

## Carriera

### Club
Vanta 29 presenze nelle competizioni UEFA per club. Durante la sua carriera ha vinto 14 titoli scozzesi, centrando il double Coppa-Coppa di Lega nel 1990, il double Coppa-campionato nel 1992 e nel 1996, il double Coppa di Lega-campionato nel 1994 e nel 1997 e il treble scozzese (campionato, Coppa e Coppa di Lega) nel 1993.

## Palmarès

### Club

#### Competizioni nazionali
- Coppa di Scozia: 4

Aberdeen: 1989-1990
Rangers: 1991-1992, 1992-1993, 1995-1996
- Scottish League Cup: 4

Aberdeen: 1989-1990
Rangers: 1992-1993, 1993-1994, 1996-1997
- Campionato scozzese: 6

Rangers: 1991-1992, 1992-1993, 1993-1994, 1994-1995, 1995-1996, 1996-1997

### Allenatore

#### Competizioni nazionali
- North of Scotland Cup: 1

Elgin City: 2003-2004
- I-League 2nd Division: 1

Real Kashmir: 2017-2018